# Emily V. Gordon
Emily Vance Gordon (Winston-Salem, 3 de mayo de 1979) es una escritora, productora y locutora de podcast estadounidense. Es conocida por colaborar en el guion de la película cómica The Big Sick, junto a su marido Kumail Nanjiani. La película es relativamente autobiográfica, sobre su relación, con Nanjiani y está protagonizada por el mismo Najiani y Zoe Kazan como Emily, con su apellido renombrado como Gardner en el film. Gordon también colabora en la creación del espectáculo de comedia en vivo The Meltdown with Jonah and Kumail para Comedy Central. Ha escrito para televisión también el sitcom The Carmichael Show, un libro (Super You), y varias publicaciones de internet e impresas.

## Trayectoria
Gordon nació y creció en Carolina del Norte. Se licenció en psicología obteniendo también un máster en conciliación familiar en la Universidad de Carolina del Norte en Greensboro. Trabajó como terapeuta en prácticas entre 2004 y 2009, en Carolina del Norte; Chicago, Illinois (dónde se mudó en 2005); y Brooklyn, Nueva York (donde se mudó en 2007).
Cuando se muda a Los Ángeles en 2010, abandona el campo de la terapia para labrarse una carrera como escritora freelance. Contribuyó en varias revistas entre las que se encontraban GQ, Mashable y The New York Times. Su primer libro, SuperYou: Release Your Inner Superhero, es una guía de mejora personal, y se publica en 2015.
Gordon ha escrito dos series web dirigidas a adolescentes, llamadas Power Up y ExploreD, en Disney.com. Ha escrito para la segunda temporada de The Carmichael Show, de la NBC, el episodio "Vecinos Nuevos". En 2017 colabora en la escritura y producción, junto a Judd Apatow, de la película The Big Sick, muy aclamada por la crítica. Fue dirigida por Michael Showalter.
Además de escribir, Gordon también graba y produce comedia. En 2010,  crea un espectáculo en vivo semanal, junto a Jonah Ray y Kumail Nanjiani llamado Meltdown with Jonah and Kumail, localizado en la parte trasera de Meltdown Comics. En 2011 fue consultada por Chris Hardwick, que deseaba reconvertir el local y transformalo en un espacio para la comedia. Trabajó como directora de programación del espacio desde 2011 a 2012. En 2013 Comedy Central pide un piloto para Meltdown with Jonah and Kumail, y dan el visto bueno para realizar la serie en 2014.

## Vida personal
Gordon está casada con Kumail Nanjiani desde 2007. Tras ocho meses de conocerse, Gordon cayó muy enferma y cuatro meses después de esto se casaron.

## Premios y distinciones
Premios Óscar
| Año  | Categoría            | Película     | Resultado |
| ---- | -------------------- | ------------ | --------- |
| 2018 | Mejor guion original | The Big Sick | Nominada  |